# Сойкин, Пётр Петрович
Пётр Петрович Сойкин (23 августа (4 сентября) 1862, Санкт-Петербург — 5 января 1938, Пушкин) — русский книгоиздатель.

## История
Внук крепостного, сын вольноотпущенника. Окончил классическую гимназию и курсы счетоводов.
В 1885 году П. П. Сойкин приобрёл небольшую типографию. Постепенно производство расширялось, и на базе типографии возникло издательство. Книгоиздательство П. П. Сойкина с 1892 (по октябрь 1917) располагалось в Санкт-Петербурге по адресу Стремянная ул., 12 (было перестроено в 1903 году из здания бывшей типографии А. И. Траншеля). В этом доме с 1885 Сойкин начинал свою деятельность в качестве книгопродавца. Издательство выпускало естественнонаучную и научно-популярную литературу, многотомные собрания сочинений русских и зарубежных писателей (Н. А. Добролюбова, Жюля Верна, Ф. Мариета, Ч. Диккенса и др.), а также журналы «Природа и люди» (1889—1918), «Книжный мир» (1901—1911), «Сельский хозяин» (1899—1918).
С 1893 года Сойкин — редактор-издатель журнала «Звезда». С 1899 по 1901 год был выпущен в трёх томах «Энциклопедический словарь» (под ред. М. М. Филиппова).
С 1898 по 1902 год П. П. Сойкин выпускал философско-литературный журнал «Научное обозрение», в котором печатались труды К. Маркса, В. И. Ленина, Г. В. Плеханова, А. М. Коллонтай.
После Октябрьской революции издательство было национализировано, но возобновило свою деятельность в период НЭПа в 1922 году и успело выпустить свыше 100 книг по различным отраслям наук (в том числе монографию «Работа головного мозга в свете рефлексологии» В. М. Бехтерева, 1926).
Также вышла в 1927—1929 годах серия книг под старым названием «Природа и люди» (как ежемесячное книжное приложение к выпускавшемуся журналу «Вестник знания»)..
В 1930 году издательство влилось в Леноблиздат, Сойкин продолжил работу в издательствах города, а в 1933 году по совету врачей сменить климат для заболевшего туберкулёзом младшего сына увёз семью в Детское село (ныне — Пушкин) и перешёл на работу в Детскосельскую типографию.
П. П. Сойкиным выпущены справочные издания — двухтомный «Полный православный богословский энциклопедический словарь» (1913), издания научно-популярной литературы — трёхтомная «Жизнь животных» А. Брема (1902, как бесплатное приложение к журналу «Природа и люди»), несколько книг из серии «Садовая библиотека» и несколько — посвящённых уходу за пчёлами, издания художественной литературы — произведения В. И. Немировича-Данченко, Н. М. Карамзина, И. Ли, Л. Воронина, Д. Берёзкина и других писателей.

## Галерея
- Сойкин П.П., начало 1910-х гг.
- Издательская марка типографии П. П. Сойкина
- Экслибрис П. П. Сойкина
- Конверт: Российские просветители. Пётр Петрович Сойкин. 1862—1938. Книгоиздатель

- Журнал для самообразования в красках, с иллюстрациями в тексте «Знание для всех» издавался П. П. Сойкиным в 1913—1917 гг.
- Титульный лист «Многосказочный паша»(Приключения Ардента Троунтона), 1914 г.
- Иллюстрация: Восход Сатурна на небе его спутника. «Далёкие миры». Изд-во П. П. Сойкина, 1914 г.
- Иллюстрация: Воображаемый ландшафт на ближайшем спутнике Юпитера. «Далёкие миры». Изд-во П. П. Сойкина, 1914 г.